# Emma von Provence
Emma von Provence (* 1014; † nach 1063) war durch ihre Heirat mit Wilhelm III. Gräfin von Toulouse und Erbin einer Hälfte der Grafschaft Provence.

## Leben
Emma war die Tochter Rotbalds III., Graf von Provence, und seiner Frau Ermengarde. Sie heiratete 1019 Wilhelm III., Graf von Toulouse, und erbte 1037 von ihrem Bruder Wilhelm III. die Hälfte der Provence, die dann als Markgrafschaft Provence bezeichnet wurde.
Emma und Wilhelm III. hatten vier Kinder:
- Pons II. Wilhelm († wohl 1061), 1037 Graf von Toulouse; ⚭ 1) vor 1037 Marjorie; ⚭ 2) vor 29. Juni 1053 Almodis de la Marche, Tochter des Bernhard I., Graf von La Marche
- Bertrand; 1030 bezeugt
- Tochter; ⚭ Fulko Bertrand I., 1018 Graf von Provence
- Rangarde (Rengause); 1054/97 bezeugt, ⚭ Peter II. Raimund, Graf von Carcassonne, Vizegraf von Béziers und Vizegraf von Agde